# 羅馬皇帝
羅馬皇帝是羅馬帝國時期的最高頭銜，是身兼國家元首和的最高領導人。在歐洲歷史中，皇帝源自于古罗马时期，音譯為“英白拉多”，原意是统帅，源自拉丁語：（意為權威、權力、統治）。
羅馬帝政時期（公元前27年～公元476年）是在羅馬共和國時期之後，由於羅馬內戰將本來由羅馬元老院實行的權利集於屋大維一身，而由屋大維創立的政府體制。作為共和國獨裁官、大征服者凱撒的養子，屋大維以凱撒之名行世，同安東尼對抗的羅馬內戰結束後，元老院遂封他為“奧古斯都”，意為至尊、神的化身。屋大維死後，被羅馬帝國神格化列入神的行列，而“凱撒”（他借用的名字）和“奧古斯都”（他的稱號）兩者遂成為未來400多年羅馬統治者的永久性稱號。此外君主的稱號还有首席元老（拉丁語：princeps senatus，中文又譯為“元首”、“第一公民”），直到三世紀末，皇帝戴克里先才拋棄「第一公民」的稱號，史學家通常將從屋大維至戴克里先的羅馬帝國政體稱為元首制。
797年至802年在位的伊琳娜女皇為拜占庭帝国首位女性皇帝。在此之前羅馬帝國從未有過像伊琳娜級別的女皇，最接近的是270年至275年在位的奧勒良之妻子烏爾庇婭·塞維莉娜皇后，她在丈夫被暗殺後短暫統治了帝國幾個星期或幾個月直到元老院選出克勞狄·塔西佗繼位，但仍有爭議性。

## 頭銜
屋大維建立了羅馬皇帝的名字習慣。一個皇帝擁有基本的三個名銜：「英白拉多」、「凱撒」（拉丁語：Cæsar）與「奥古斯都」（拉丁語：Augustus）。英白拉多代表軍隊的總司令官，凯撒代表其血統的合法繼承，而奥古斯都則代表因其尊貴身份而擁有的帝國特權。大將軍的名號可以與別人共享，凱撒的名字則同氏族成員都可以擁有，只有奧古斯都是獨一無二的頭銜。在這種情況下，「奧古斯都」自然等同於「皇帝」。
除了上述三个头衔之外，皇帝的头衔，在元首制时代一般还有首席元老、资深执政官（拉丁語：Proconsul）等共和制时代的实权公职，而皇帝的权力基本源于这些兼衔。戴克里先的君主制改革后，这些头衔统一被“君主”取代。此外，元首制时仅仅是个人荣誉头衔的奥古斯都、凱撒二衔，也成为了四帝共治时的实权头衔。
君士坦丁大帝迁都以后，罗马帝国渐次希腊化，英白拉多、凱撒、奥古斯都三衔也渐次翻译为希腊语的独裁者（希臘語：αὐτοκράτωρ）、凱撒（希臘語：καῖσαρ）、至尊（希臘語：σεβαστοκράτωρ），这些头衔依然保留了共和制的特色，多次被授予皇帝的继承人和皇亲国戚们，而属于皇帝特有的头衔，则变为希腊语的“君王”（希臘語：βασιλεύς），这也是完成希腊化的中世纪罗马皇帝（或者说拜占庭皇帝）的正式头衔。

## 歷史
屋大維（奧古斯都）剛剛創立帝國時，並沒有從法律上改變羅馬的共和體制，而是保留了共和國的所有職位與機構，僅以非正式的地位行使最高權力，其独裁权力是通过担任首席元老和资深执政官来确保。首席元老的崇高地位与法律上赋予的保民官权限使元老院只能对皇帝言听计从，资深执政官则使皇帝能够遥领行省总督（配合元首权力则能控制绝大部分行省）和监督包括总督与罗马执政官在内的一切军政要员，从而享有对全国执政官和行省总督的最高任命命令权。這便是為什麼羅馬並沒有正式的“皇帝”頭銜，而是要用“奧古斯都”等荣誉稱號取代。在第三世紀危機之前，皇帝與任何羅馬公民在法律上是平等的（雖然實際上皇帝實行絕對獨裁），所以這一時期的政府形式叫做“元首制政府”（英語：principate，公元前27年～公元284年），因為皇帝從法律上是與公民平等的元首。
第三世紀危機之後，戴克里先重建起的羅馬帝國從法律上放棄了共和國的體制，而建立起了法律上的由“君主”（Dominus）实施的獨裁。這一時期的政府形式叫做“君主制政府”（英語：dominate），從戴克里先恢復帝國一直到古典羅馬帝國的滅亡。而地方上，则产生了四帝共治：整个帝国的行省被分为四个大区，每个大区都由一名凱撒大将军（Imperator Caesar）分别统领，其中东西两方各有一位大将军领奥古斯都（正帝）衔，每二十年，奥古斯都大将军退休，由同属一方的凱撒（副帝）补任，而新任的奥古斯都则选择自己的继承人补任自己升任奥古斯都所产生的凱撒补缺。四位大将军（四帝）的地位并不是平等的，其余三位均是是东方奥古斯都（亦即“君主”）的臣僚。四帝共治这个建立在理想上的制度并未持久，但是东西分治以东为尊的双帝共治观念一直延续到法兰克帝國时代，而任命继承人为副帝的制度则一直延续到君士坦丁堡的陷落。

#### 查理曼的加洛林罗马帝国
同一年，日耳曼民族的法兰克人首领克洛维打败罗马人，建立墨洛温家族的法兰克王国。其后法兰克王国不断发展壮大，在加洛林家族的查理曼的统治之下王国达到鼎盛，征服國土範圍到今法国、德国、荷兰、瑞士、北意大利、波希米亞、奥地利西部、伊比利亚半岛东北角的领土。800年的圣诞节，查理曼在羅馬參加彌撒時被教宗良三世加冕為“羅馬人的皇帝”，整個法蘭克王國也被泛稱為「加洛林帝国」，不過查理曼的國家還是稱法兰克王国。由此如同西罗马帝国的帝位转移至法兰克王国的形式复辟。法兰克王国形成加洛林帝国奠定了后世的神圣罗马帝国的基石，直到1806年神圣罗马帝国被取消为止。

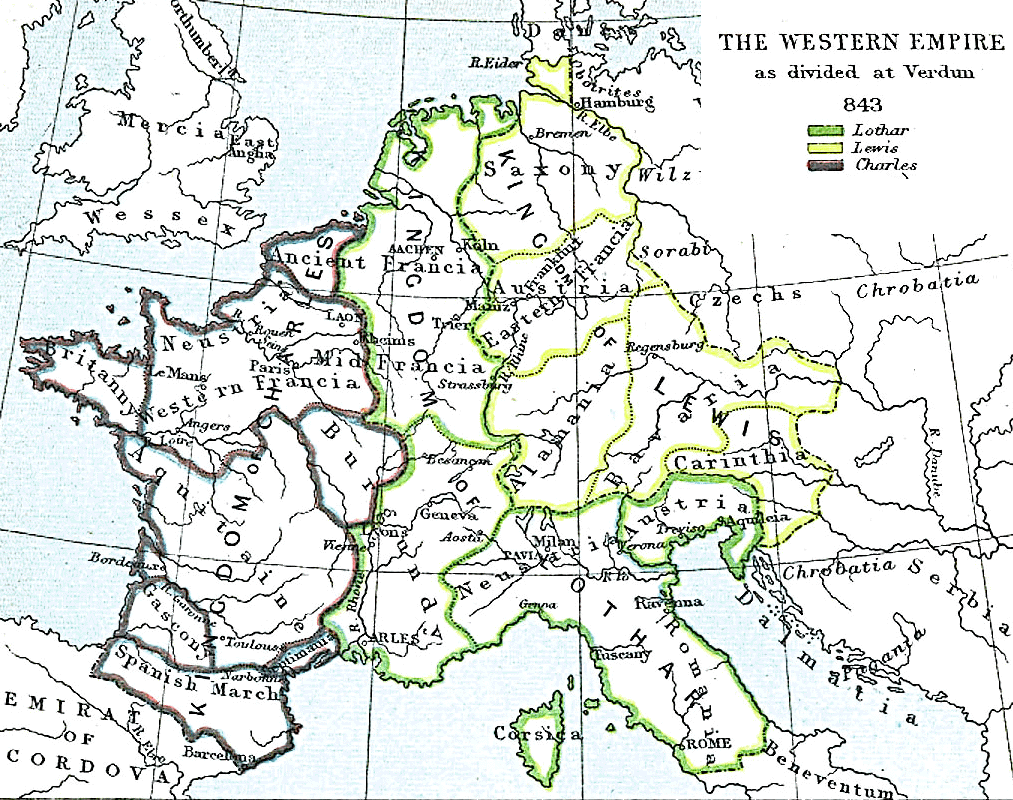
843年，凡尔登条约将查理曼帝国一分为三

840年，查理大帝之子路易一世去世，他的帝国也随之分崩离析。843年，路易一世的三个儿子订立凡尔登条约，全国分为三部分。其中查理大帝的长孙洛塔尔承袭皇帝称号，并领有自莱茵河下游以南、经罗纳河流域，至今意大利中部地区的疆域，为中法兰克王国。而他的弟弟日耳曼人路易，分得莱茵河以东地区，为东法兰克王国。另一个弟弟秃头查理则领有除此之外的西部地区，为西法兰克王国。
查理曼死後，841年胖子查理（東法蘭克）和禿頭查理（西法蘭克）聯合起來打敗了長兄，「羅馬皇帝」這個頭銜，始终由东法兰克王国和西法兰克王国的加洛林君主轮流拥有。帝國皇冠最初在西法兰克和东法兰克之间争夺不休，先是作为战利品先后落到西边秃头查理和东边胖子查理。870年，胖子查理和禿頭查理簽訂墨爾森條約，瓜分了長兄的中法蘭克王國。
胖子查理於887年被废黜與888年死后，加洛林帝国自此分裂瓦解，此后未恢复，並再也没有统一。自胖子查理之后，罗马帝国皇帝的头衔拥有者大多是由教宗加冕的意大利国王，意大利国王的实际统治范围极其有限，仅限于意大利东北部，而那些国王几乎是意大利本土贵族，最后一位这样的皇帝是死于924年的意大利人贝伦加尔一世。根据Regino of Prüm的说法，帝国的每一部分从自己内部选出了一位“小王”（kinglet）。

## 稱號
戴克里先迁都尼科米底亚后，帝国的统治中心和治理重点开始向东方转移，拉丁式的共和制残余逐渐消失，东方式的君主专制逐渐加强。经过300年的希腊化和基督教化后，不管是“独裁者”（希臘語：αὐτοκράτωρ，翻译自imperator）、“至尊”（希臘語：σεβαστοκράτωρ，翻译自augustus）还是“君主”（希臘語：δεσπότης，翻译自dominus）都已经不适合天赋皇权的皇帝独裁中央集权制了，而在戴克里先时代一度使用的“主与神”（希臘語：κύριος καὶ  θεός，翻译自dominus et deus）又显然地僭越了天主的尊称，于是希拉克略时代的改革中，一个专属于首帝的新头衔，希腊语头衔“君王”（βασιλεύς）被引入。长时间用于对波斯的沙汗沙（Shahanshah）的希腊语翻译这个词无疑非常贴合皇帝独裁的愿望，而作为“万王之王”（希臘語：βασιλευς των βασιλευοντων）耶稣基督直接的臣子，这个新头衔无疑也彰显了作为罗马人与基督徒的普世君主的超然地位。而以往的，带有共治共和性质的皇帝头衔，尽管得以保留，然而只能作为皇位继承人的尊号了。